# Cahombo
Cahombo o Caombo és un municipi de la província de Malanje, creat en 1968. Té una extensió de 5.690 km² i 22.115 habitants. Comprèn les comunes de Bange Angola, Cahombo, Kambo Suinginge i Mikanda. Limita al nord amb el municipi de Marimba, a l'est amb el de Cunda-Dia-Baze, al Sud amb els de Quela i Kiwaba Nzogi, i a l'oest amb el de Calandula.